# Герб Санта-Марти-де-Пенагіана
Ге́рб Са́нта-Ма́рти-де-Пенагіа́на — офіційний символ містечка Санта-Марта-де-Пенагіан, Португалія. Використовується як територіальний герб. У золотому щиті пурпурове виноградне гроно із зеленим листям і чорним гіллям. Обабіч нього дві зелені оливкові гілки із чорними оливками, схрещені в основі, у підніжжя щита. Щит увінчує срібна мурована містечкова корона з чотирма вежами.  Під щитом біла стрічка, на якій великими літерами напис португальською: «vila de Santa Marta de Penaguião» (містечко Санта-Марта-де-Пенагіан).  Офіційно затверджений 1 лютого 1934 року.  

## Галерея

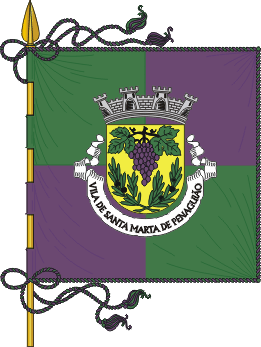
Прапор